# Трмбас
Трмбас је насељено место града Крагујевца у Шумадијском округу. Према попису из 2022. има 537 становника (према попису из 2011. било је 814 становника).  Реалан број становника је много већи јер се у насељу налази колективни центар са бројним избеглицама и расељеним лицима. Насеље је основано 1750. године. Под њивама се налази 207,45 ha, воћњацима 37,01 ha, виноградима 0,86 ha, ливадама 28,07 ha, пашњацима 53,44 ha док остало земљиште заузима 4,79 ha.

## Демографија
У насељу Трмбас живи 485 пунолетних становника, а просечна старост становништва износи 40,3 година (38,4 код мушкараца и 42,2 код жена). У насељу има 207 домаћинстава, а просечан број чланова по домаћинству је 2,87.
Ово насеље је великим делом насељено Србима (према попису из 2002. године), велики пад у броју становника у периоду између 1981. године и 1991. године је услед промене границе насеља и припајања великог дела насеља насељеном месту Крагујевац. Последњих година бележи се раст броја становника у насељу.
|             | \| Демографија[2] \| Демографија[2] \| Демографија[2] \| \| Година \| Становника \| Становника \| \| -------------- \| -------------- \| -------------- \| \| 1948. \| 461 \| \| \| 1953. \| 430 \| \| \| 1961. \| 448 \| \| \| 1971. \| 685 \| \| \| 1981. \| 1.135 \| \| \| 1991. \| 459 \| 459 \| \| 2002. \| 595 \| 607 \| \| 2011. \| 814 \| \| \| 2022. \| 537 \| \| |            |
| Демографија | |            |
| Година      | Становника | Становника |
| 1948.       | 461 |            |
| 1953.       | 430 |            |
| 1961.       | 448 |            |
| 1971.       | 685 |            |
| 1981.       | 1.135 |            |
| 1991.       | 459 | 459        |
| 2002.       | 595 | 607        |
| 2011.       | 814 |            |
| 2022.       | 537 |            |

| Етнички састав према попису из 2002.‍ | Етнички састав према попису из 2002.‍ | Етнички састав према попису из 2002.‍ | Етнички састав према попису из 2002.‍ | Етнички састав према попису из 2002.‍ |
| ------------------------------------ | ------------------------------------ | ------------------------------------ | ------------------------------------ | ------------------------------------ |
|                                      |                                      |                                      |                                      |                                      |
| Срби                                 | Срби                                 |                                      | 587                                  | 98,65%                               |
| Словенци                             | Словенци                             |                                      | 3                                    | 0,50%                                |
| Украјинци                            | Украјинци                            |                                      | 1                                    | 0,16%                                |
| Македонци                            | Македонци                            |                                      | 1                                    | 0,16%                                |
| Бугари                               | Бугари                               |                                      | 1                                    | 0,16%                                |
| непознато                            | непознато                            |                                      | 2                                    | 0,33%                                |

| Година пописа     | 1948. | 1953. | 1961. | 1971. | 1981. | 1991. | 2002. |
| ----------------- | ----- | ----- | ----- | ----- | ----- | ----- | ----- |
| Број домаћинстава | 91    | 92    | 127   | 209   | 324   | 136   | 207   |

| Број чланова      | 1  | 2  | 3  | 4  | 5  | 6 | 7 | 8 | 9 | 10 и више | Просек |
| ----------------- | -- | -- | -- | -- | -- | - | - | - | - | --------- | ------ |
| Број домаћинстава | 43 | 53 | 34 | 50 | 19 | 7 | 1 | 0 | 0 | 0         | 2,87   |

| Пол    | Укупно | Неожењен/Неудата | Ожењен/Удата | Удовац/Удовица | Разведен/Разведена | Непознато |
| ------ | ------ | ---------------- | ------------ | -------------- | ------------------ | --------- |
| Мушки  | 250    | 80               | 147          | 13             | 10                 | 0         |
| Женски | 259    | 54               | 151          | 45             | 9                  | 0         |
| УКУПНО | 509    | 134              | 298          | 58             | 19                 | 0         |

| Пол    | Укупно                    | Пољопривреда, лов и шумарство | Рибарство                            | Вађење руде и камена | Прерађивачка индустрија       |
| ------ | ------------------------- | ----------------------------- | ------------------------------------ | -------------------- | ----------------------------- |
| Мушки  | 92                        | 11                            | 0                                    | 0                    | 36                            |
| Женски | 58                        | 3                             | 0                                    | 0                    | 23                            |
| УКУПНО | 150                       | 14                            | 0                                    | 0                    | 59                            |
| Пол    | Производња и снабдевање   | Грађевинарство                | Трговина                             | Хотели и ресторани   | Саобраћај, складиштење и везе |
| Мушки  | 3                         | 6                             | 9                                    | 2                    | 4                             |
| Женски | 1                         | 0                             | 7                                    | 6                    | 1                             |
| УКУПНО | 4                         | 6                             | 16                                   | 8                    | 5                             |
| Пол    | Финансијско посредовање   | Некретнине                    | Државна управа и одбрана             | Образовање           | Здравствени и социјални рад   |
| Мушки  | 0                         | 1                             | 7                                    | 4                    | 4                             |
| Женски | 0                         | 1                             | 4                                    | 4                    | 8                             |
| УКУПНО | 0                         | 2                             | 11                                   | 8                    | 12                            |
| Пол    | Остале услужне активности | Приватна домаћинства          | Екстериторијалне организације и тела | Непознато            | Непознато                     |
| Мушки  | 0                         | 0                             | 0                                    | 5                    | 5                             |
| Женски | 0                         | 0                             | 0                                    | 0                    | 0                             |
| УКУПНО | 0                         | 0                             | 0                                    | 5                    | 5                             |